# H-3 (1979)
H-3 – polski holownik z okresu zimnej wojny, jedna z czterech jednostek projektu H-900/II. Okręt został zbudowany w Stoczni Remontowej Nauta w Gdyni i wszedł w skład Marynarki Wojennej 3 grudnia 1979 roku. Jednostka została skreślona z listy floty po blisko 28-letnim czasie użytkowania w dniu 30 marca 2007 roku.

## Projekt i budowa
Jednostki projektu H-900/II powstały w Stoczni Remontowej Nauta jako rozwinięcie wcześniejszego projektu H-800/IV. Konstruktorami holowników tego typu byli inż. Jan Arabas i Jerzy Matryba, a główną zmianą w stosunku do poprzedników była instalacja silnika o większej mocy i wzmocnienie części dziobowej, pozwalające na operowanie w pokruszonym lodzie. Z założenia jednostki przeznaczone były do holowania okrętów MW, udziału w akcjach ratowniczo-gaśniczych oraz holowania tarcz artyleryjskich. Na początku lat 80. stocznia Nauta zbudowała też nieznacznie różniącą się serię cywilnych holowników, określanych jako H-900/I.
H-3 został zamówiony i zbudowany w Stoczni Remontowej Nauta w Gdyni. Stępkę okrętu położono w 1979 roku i w tym samym roku został zwodowany.

## Dane taktyczno-techniczne
Okręt był holownikiem portowo-redowym o długości całkowitej 25,5 metra (23 metry między pionami), szerokości 6,8 metra i zanurzeniu maksymalnym 3,35 metra (na rufie). Wysokość boczna wynosiła 3,55 metra. Wyporność standardowa wynosiła 185 ton, a pełna 218 ton. Siłownię jednostki stanowił silnik wysokoprężny Cegielski-Sulzer 6AL25/30 o mocy 688 kW (935 KM) przy 750 obr./min, napędzający poprzez przekładnię redukcyjną (redukującą obroty układu napędowego do 375 obr./min) i linię wałów pojedynczą trójłopatową śrubę nastawną Zamech-Liaaen 3CP56 ACG50 umieszczoną w dyszy Korta, mogącą obracać się w zakresie 35° na obie burty. Prędkość maksymalna okrętu wynosiła 11,5 węzła, a zasięg wynosił 1500 Mm przy prędkości 9 węzłów. Holownik zabierał na pokład 21,35 tony paliwa. Uciąg na palu miał wartość 12 Ton. Energię elektryczną zapewniały dwa zespoły prądotwórcze ZE400/E o mocy 52 kVA każdy i napięciu 3 x 400/231V/50Hz (składające się z prądnicy prądu przemiennego i silnika Leyland SW400/E o mocy 55 kW przy 1500 obr./min).
Wykonany ze stali St 41 kadłub jednostki podzielony był na pięć przedziałów wodoszczelnych: I - skrajnik dziobowy ze skrzynią łańcuchową; II - pomieszczenia załogi (jedno dwunastoosobowe pomieszczenie mieszkalne i dwa dwuosobowe pomieszczenia mieszkalne; III - siłownia (silnik główny, agregaty prądotwórcze i pompy pożarowe), IV - magazyn oraz V - skrajnik rufowy z maszyną sterową. W umieszczonej na pokładzie wykonanej ze stopów aluminium (PA 11N i PA 20N) nadbudówce znajdowały się: pomieszczenie dowódcy, kuchnia i jadalnia, blok sanitarny, magazyn prowiantu oraz szyb maszynowy (na dolnej kondygnacji). Na pokładzie nawigacyjnym nadbudówki znajdowało się główne stanowisko dowodzenia. Na szczycie (pokładzie namiarowym) znajdował się maszt oraz działko wodno-pianowe DWP-16, a za tylną ścianą nadbudówki na pokładzie głównym umieszczony był główny hak holowniczy Kronos o uciągu 15 Ton z amortyzatorem sprężynowym i hydraulicznym oraz hak pomocniczy o takim samym uciągu. Sprzęt ratowniczy stanowiły dwie pompy przeciwpożarowo-ratownicze 63WPs-254A/Z o wydajności 63 m³/h i wysokości podnoszenia słupa wody wynoszącej 60 metrów, zasilające działko wodno-pianowe. Jednostka wyposażona była w radar nawigacyjny SRN-206. Wyposażenie uzupełniało sześć pachołków cumowniczych i dwa holownicze. Autonomiczność okrętu wynosiła 14 dób.
Załoga holownika składała się z 17 osób. Okręt miał możliwość krótkotrwałego przyjęcia na pokład grodziowy 50 osób.

## Służba
H-3 został przyjęty w skład Marynarki Wojennej 3 grudnia 1979 roku. Holownik został wcielony do 43. Dywizjonu Pomocniczych Jednostek Pływających Komendy Portu Wojennego Hel w ramach 9. Flotylli Obrony Wybrzeża. W dniach 4–26 maja 1983 roku okręt wziął udział w wielkich ćwiczeniach sił Marynarki Wojennej o kryptonimie Reda-83. W ciągu całego okresu służby H-3 wykonywał liczne zadania: asystował okrętom na redach, wprowadzał je do portów i pomagał w manewrowaniu, a także uczestniczył w akcjach ratowniczych. Holownik został skreślony z listy floty po blisko 28-letnim okresie intensywnej eksploatacji 30 marca 2007 roku, ze względu na zły stan techniczny i nieopłacalność remontu. Okręt trafił do Agencji Mienia Wojskowego, która 17 stycznia 2008 roku wystawiła go w przetargu na sprzedaż za kwotę 85 000 złotych. Holownik znalazł nabywcę za 510 000 złotych. Jednostka została zezłomowana w 2010 roku.